# Francesco Paolo Nicolai
Francesco Paolo Nicolai (Altamura, 23 luglio 1657 – Conza, 11 agosto 1731) è stato un arcivescovo cattolico italiano.

## Biografia
Nato a Altamura, dalla sedia canonicale della chiesa metropolitana di Bari fu promosso alla propositura nullius di Canosa nel 1689. Nel 1704 fu nominato vescovo di Capaccio, quindi nel 1716 fu trasferito all'arcidiocesi di Conza dove, durante il suo episcopato, fu inaugurato il seminario diocesano a Sant'Andrea di Conza. Morì nel 1731.
Coleti, nelle sue addizioni all'Ughelli, negli arcivescovi di Conza elogia questo prelato sia per la sua vasta conoscenza che per lo zelo con cui amministrava il popolo.
Nella cappella di Santa Maria della Stella a Canneto vi è un monumento eretto alla sua memoria e un'iscrizione in latino che ricorda le sue gesta e i suoi meriti.

## Genealogia episcopale
La genealogia episcopale è:
- Cardinale Sperello Sperelli
- Arcivescovo Francesco Paolo Nicolai